# Laconicum
El laconicum (que es pot traduir com a estuba o bany de vapor) també anomenada «sala de sudoració seca» era una cambra de bany de les termes romanes a l'antiga Roma, situada normalment al costat del caldarium. Sembla que el nom provenia de que aquesta era la única manera que usaven els laconis (espartans) de prendre banys.
Habitualment era una sala circular amb un sostre de forma cònica que tenia una obertura rodona a la part superior, segons Vitruvi, que diu que del sostre penjava «un escut de bronze lligat per cadenes que es podia pujar i baixar tapant el forat que donava a l'exterior, per a poder regular la temperatura».
Les parets del laconicum estaven arrebossades amb estuc de marbre i després polides, i el sostre cònic estava cobert amb guix i pintat de blau amb estrelles daurades. De vegades, com en els antics banys de Pompeia, el laconicum es trobava situat en un extrem del caldarium, però normalment era una habitació separada on es podia elevar més la temperatura, i no hi havia banyera o piscina. A més de l'hipocaust que enviava l'escalfor per sota terra, la paret estava revestida amb tubs fets amb rajoles que també portaven vapor.